# Stanisław Przybytek
Stanisław Przybytek (ur. 25 września 1852 w Mińsku, zm. 11 sierpnia 1927 w Warszawie) – generał brygady Wojska Polskiego, doktor medycyny, magister chemii, akademik, tajny radca stanu.

## Życiorys
Urodził się 25 września 1852 w Mińsku, w rodzinie Aleksandra, adwokata przysięgłego, i Pauliny z Nowickich. Ukończył gimnazjum klasyczne w Mińsku, w 1874 studia na Wydziale Przyrodniczym Uniwersytetu Petersburskiego ze stopniem kandydata nauk przyrodniczych, a trzy lata później Cesarską Wojskową Akademię Medyczną w Petersburgu ze stopniem lekarza.
17 sierpnia 1920 został przyjęty do Wojska Polskiego w charakterze urzędnika wojskowego VI rangi i przydzielony do Wojskowej Rady Sanitarnej na stanowisko naczelnika Oddziału Higieny. 17 września 1920 Komisja kwalifikacyjna dla urzędników wojskowych orzekła jednogłośnie, że kwalifikuje się na urzędnika wojskowego VI rangi. 14 października 1920 został formalnie mianowany urzędnikiem wojskowym w VI randze z powołaniem do służby czynnej na czas wojny, aż do demobilizacji.
12 lutego 1923 został zatwierdzony z dniem 1 kwietnia 1923 w stopniu generała brygady z równoczesnym przeniesiem w stały stan spoczynku. Mieszkał w Warszawie przy ul. Poznańskiej 17 m. 9.
Zmarł 11 sierpnia 1927 w Warszawie i został pochowany na Cmentarzu Wojskowym na Powązkach. Był żonaty, żona pozostała w Rosji. Dzieci nie miał.

## Ordery i odznaczenia
W czasie służby w armii rosyjskiej otrzymał:
- Order Świętego Włodzimierza 2 stopnia z wstęgą i gwiazdą – 1915,
- Order Świętej Anny 1 stopnia z wstęgą i gwiazdą,
- Order Świętego Stanisława 1 stopnia z wstęgą i gwiazdą,
- Order Świętego Włodzimierza 3 stopnia,
- Order Świętego Włodzimierza 4 stopnia – 1900,
- Order Świętej Anny 2 stopnia,
- Order Świętego Stanisława 2 stopnia z mieczami – 1878,
- Order Świętego Stanisława 3 stopnia z mieczami – 1877[13].